# Krater Red Wing
Krater Red Wing – krater uderzeniowy w Dakocie Północnej w Stanach Zjednoczonych, o średnicy 9 km. Powstał najprawdopodobniej w triasie. Krater znajduje się obecnie na głębokości 2000 m pod powierzchnią ziemi, został rozpoznany dzięki badaniom sejsmicznym. Obszar wyniesienia centralnego krateru jest od 1972 roku miejscem wydobycia ropy naftowej. Towarzyszące wydobyciu badania naukowe potwierdziły impaktowe pochodzenie struktury Red Wing; do dowodów należą skały wydobyte z odwiertów, występowanie szokmetamorfizmu i pomiary sejsmiczne.

## Hipoteza wielu uderzeń
Krater Red Wing powstał w podobnym czasie, co kilka innych, większych kraterów uderzeniowych na Ziemi: Manicouagan o średnicy 100 km i Saint Martin o średnicy 40 km, oba w Kanadzie, Rochechouart we Francji o średnicy 23 km i krater Obołoń o średnicy 20 km na Ukrainie. Pary kraterów: Red Wing i Saint Martin oraz Rochechouart i Obołoń leżą na kołach wielkich o tej samej deklinacji. Oba kratery w Kanadzie i krater we Francji leżały w czasie ich utworzenia się na jednej szerokości geograficznej, 22°8' N, zatem mogły powstać w wyniku jednej serii uderzeń. Powstała hipoteza, że wszystkie te kratery utworzył upadek łańcuszkowy, uderzenie w Ziemię fragmentów rozbitego ciała niebieskiego (komety lub planetoidy), w ciągu kilku godzin.